# Záchlumí (ort i Tjeckien, Pardubice)
Záchlumí är en ort i Tjeckien.   Den ligger i regionen Pardubice, i den östra delen av landet, 140 km öster om huvudstaden Prag. Záchlumí ligger 405 meter över havet och antalet invånare är 737.
Terrängen runt Záchlumí är platt österut, men västerut är den kuperad. Runt Záchlumí är det ganska tätbefolkat, med 129 invånare per kvadratkilometer. Närmaste större samhälle är Žamberk, 6,6 km öster om Záchlumí. Omgivningarna runt Záchlumí är en mosaik av jordbruksmark och naturlig växtlighet.